# Młynik (Sorkwity)
Młynik (deutsch Lasken) ist ein Ort in der polnischen Woiwodschaft Ermland-Masuren und gehört zur Gmina (Landgemeinde) Sorkwity (deutsch Sorquitten) im Powiat Mrągowski (Kreis Sensburg).

## Geographische Lage
Młynik liegt am südlichen Ostufer des Jezioro Gielądzkie (deutsch Gehlandsee) inmitten der Woiwodschaft Ermland-Masuren, acht Kilometer westlich der Kreisstadt Mrągowo (deutsch Sensburg).

## Geschichte
Der vor 1785 Lasker Mühle genannte Ort bestand aus einer bis 1945 zum Forst Sorquitten gehörenden Oberförsterei mit kleinen Gehöften. Gegründet wurde er um 1600. 1785 wurde Lasker Mühle als „adlige Wassermühle mit drei Feuerstellen“ erwähnt. Von 1874 bis 1945 war Lasken in den Amtsbezirk Sorquitten (polnisch Sorkwity) eingegliedert, der zum Kreis Sensburg im Regierungsbezirk Gumbinnen (ab 1905: Regierungsbezirk Allenstein) in der preußischen Provinz Ostpreußen gehörte.
Aufgrund der Bestimmungen des Versailler Vertrags stimmte die Bevölkerung im Abstimmungsgebiet Allenstein, zu dem Lasken gehörte, am 11. Juli 1920 über die weitere staatliche Zugehörigkeit zu Ostpreußen (und damit zu Deutschland) oder den Anschluss an Polen ab. In Lasken stimmten 60 Einwohner für den Verbleib bei Ostpreußen, auf Polen entfielen keine Stimmen.
In Kriegsfolge kam Lasken 1945 mit dem gesamten südlichen Ostpreußen zu Polen und erhielt die polnische Namensform „Młynik“. Heute ist es eine Ortschaft innerhalb der Landgemeinde Sorkwity (Sorquitten) im Powiat Mrągowski (Kreis Sensburg), bis 1998 der Woiwodschaft Ermland-Masuren, seither der Woiwodschaft Ermland-Masuren zugehörig.

### Einwohnerzahlen
| Jahr | Anzahl |
| ---- | ------ |
| 1871 | 97     |
| 1885 | 115    |
| 1905 | 76     |
| 1910 | 84     |
| 1933 | 67     |
| 1939 | 69     |

## Kirche
Bis 1945 war Lasken in die evangelische Kirche Sorquitten in der Kirchenprovinz Ostpreußen der Kirche der Altpreußischen Union sowie in die katholische St.-Adalbert-Kirche Sensburg im damaligen Bistum Ermland eingepfarrt.
Heute gehört Młynik zur evangelischen Pfarrei Sorwkity in der Diözese Masuren der Evangelisch-Augsburgischen Kirche in Polen und außerdem zur katholischen Pfarrei Sorkwity im jetzigen Erzbistum Ermland in der polnischen katholischen Kirche.

## Verkehr
Młynik liegt an einer Nebenstraße, die von Sorkwity an der polnischen Landesstraße 16 (ehemalige deutsche Reichsstraße 127) entlang des Jezioro Gielądzkie bis nach Zyndaki (Sonntag) führt. In Młynki endet auch eine Straße aus nordöstlicher Richtung von Gązwa (Gonswen, 1938 bis 1945 Gansen) kommend. Eine Anbindung an den Bahnverkehr besteht nicht.